# Immoralizm
Immoralizm – stanowisko filozoficzne uważające za podstawę wszelkich ocen jedynie kryteria pozamoralne. Pogląd kwestionujący istniejące systemy etyczne i wzorce moralne, czasami wiążący się z zadaniem unieważnienia wszelkich wartości i postulatem stworzenia nowej etyki w miejsce starej. W wersji skrajnej (jako amoralizm) immoralizm domaga się w ogóle zniesienia wszelakiej etyki i moralnych ograniczeń jednostki.